# Bernadetta Lawrenz
Bernadetta Lawrenz (ur. 30 kwietnia 1970) – polska lekkoatletka, specjalizująca się w skoku wzwyż, medalistka mistrzostw Polski.

## Kariera sportowa
Była zawodniczką AZS-AWF Gdańsk.
Na mistrzostwach Polski seniorek na otwartym stadionie zdobyła trzy brązowe medale w skoku wzwyż (1995, 1996, 1997).
W halowych mistrzostwach Polski seniorek zdobyła dwa medale - srebrny w 1995 i brązowy w 1994.
Rekord życiowy w skoku wzwyż: 1,84 (1995).